# Arta digitală

„Simple Net Art Diagram”, o lucrare din 1997 de Michael Sarff și Tim Whidden

Arta digitală (cunoscută și sub denumirea de net art) este o formă de artă new media distribuită pe Internet. Această formă de artă împiedică dominația tradițională a galeriilor și muzeelor de artă. În multe cazuri, spectatorul este atras într-un fel de interacțiune cu opera de artă. Artiștii care lucrează în acest mod sunt uneori numiți artiști digitali.
Artiștii digitali pot folosi tradiții specifice sociale sau culturale de pe Internet pentru a-și produce arta în afara structurii tehnice online. Arta digitală este adesea – dar nu întotdeauna – interactivă, participativă și bazată pe platforme multimedia. Arta digitală poate fi folosită pentru a răspândi un mesaj, fie politic, fie social, folosind interacțiunea umană.
Termenul artă digitală nu se referă de obicei la arta care a fost pur și simplu digitalizată și încărcată pentru a fi vizualizată pe Internet, cum ar fi într-o galerie online. Mai degrabă, acest gen de artă se bazează în mod exclusiv pe Internet pentru a exista într-un ansamblu, profitând de aspecte precum o interfață interactivă și conectivitate la mai multe culturi sociale și economice și micro-culturi, nu numai lucrări bazate pe web.
În 2022, teoreticianul și curatorul noilor lucrări media Jon Ippolito a definit „Zece mituri ale artei de pe internet”. Acesta citează caracteristicile de mai sus și le definește drept distincte de designul web comercial, punând probleme legate de permanență, arhivabilitate și colectare într-un mediu fluid.

## Istorie și context
Arta digitală își are rădăcinile în tradiții și mișcări artistice disparate, de la Dada la situaționism, artă conceptuală, Fluxus, arta video, arta cinetică, arta spectacolului, arta telematică și happening.
În 1974, artista canadiană Vera Frenkel a lucrat cu Bell Canada Teleconferencing Studios pentru a produce lucrarea String Games: Improvisations for Inter-City Video, prima operă de artă din Canada care a folosit tehnologiile de telecomunicații.
Una dintre primele lucrări de artă telematică a fost opera lui Roy Ascott, La Plissure du Texte , realizată în 1983 într-o colaborare creată pentru o expoziție la Musée d'Art Moderne de la Ville de Paris.
În 1985, Eduardo Kac a compus poemul animat videotex Reabracadabra pentru sistemul Minitel .
Instituțiile de artă media, cum ar fi Festivalul Ars Electronica din Linz, sau IRCAM (un centru de cercetare pentru muzică electronică), cu sediul la Paris, ar sprijini sau prezenta primele piese de artă network. În 1996, Helen Thorington a fondat Turbulence.org, o platformă online pentru comandarea și expunerea de artă net și găzduirea spectacolelor în mai multe locații. În 1991, Wolfgang Staehle a fondat o importantă platformă experimentală precum The Thing. În 1994, antreprenorul John Borthwick și curatorul Benjamin Weil au produs lucrări digitale de artă de către Doug Aitken, Jenny Holzer și alții de pe Adaweb, iar în 1997, List Visual Arts Center din MIT a găzduit „PORT: Navigating Digital Culture”, care a inclus arta digitală într-un spațiu de galerie și „proiecte digitale bazate pe timp”. Artiștii din acel spectacol au fost Cary Peppermint, Prema Murthy, Ricardo Dominguez, Helen Thorington și Adrianne Wortzel.
Tot în 1997, arta digitală a fost expusă la documenta X (regia Catherine David), cu curatorul Simon Lamunière. Cele 10 proiecte prezentate simultan în Kassel și online, au fost făcute de Matt Mullican, Antoni Muntadas, Holger Friese, Heath Bunting, Felix Stefan Huber și Philip Pocock, Herve Graumann, Jodi, Martin Kippenberger și Carsten Höller printre alții.
În 2000, Muzeul Whitney de Artă Americană a inclus arta net în expoziția lor bienală. A fost prima dată când arta digitală a fost inclusă ca o categorie specială în Bienală și a marcat unul dintre primele exemple de includere a artei digitale într-un cadru de muzeu. Artiștii digitali prezenți includ Mark Amerika, Fakeshop, Ken Goldberg, etoy și ®™ark.
Odată cu apariția motoarelor de căutare ca poartă de acces la internet la sfârșitul anilor 1990, mulți artiști digitali și-au îndreptat atenția către teme asociate. Expoziția „Data Dynamics” din 2001 de la Muzeul Whitney a prezentat „Netomat” (Maciej Wisniewski) și „Apartment” - o comisie de la Turbulence.org - (Marek Walczak și Martin Wattenberg ), care au folosit motoare de căutare ca materie primă. „The Perpetual Bed” de Mary Flanagan a primit admirație pentru utilizarea spațiului narativ neliniar 3D, sau ceea ce ea a numit „narațiuni navigabile” . Piesa ei din 2001, intitulată „Colecție”, prezentată în Bienala Whitney, a afișat articole adunate de pe hard disk-uri din întreaga lume într-un inconștient colectiv computațional. „The Secret Lives of Numbers” (2000) de Golan Levin – tot o comisie de la Turbulence.org – a vizualizat „popularitatea” numerelor de la 1 la 1.000.000, măsurată de rezultatele căutării Alta Vista. Asemenea lucrări au indicat interfețe alternative și au pus sub semnul întrebării rolul dominant al motoarelor de căutare în controlarea accesului de pe net.
Cu toate acestea, Internetul nu se poate reduce la web și nici la motoarele de căutare. Pe lângă aceste aplicații unicast (punct la punct), care sugerează existența punctelor de referință, există și un internet multicast (multipunct și necentrat) care a fost explorat de foarte puține experiențe artistice, cum ar fi Generatorul Poietic. Arta digitală a suferit, potrivit lui Juliff și Cox, sub privilegiul interfeței cu utilizatorul omniprezent cu arta computerizată. Ei susțin că Internetul nu este sinonim cu un utilizator specific și cu o interfață specifică, ci mai degrabă cu o structură dinamică care cuprinde codificarea și intenția artistului.
În aceeași perioadă, încercări originale de a stabili o relație fizică între ceea ce s-a întâmplat pe spațiul web și ceea ce urma să fie expus în muzee au fost dezvoltate de MUDAM Musée d'Art Contemporain du Luxembourg și mai ales de MIXM. La acea vreme, și înainte de apariția platformelor precum Second Life unde Cao Fei a realizat RMB City, artiști contemporani precum Peter Kogler, Heimo Zobernig, Nedko Solakov sau Robin Rimbaud alias Scanner au realizat lucrări online care puteau fi văzute în muzeele de artă în special ca instalații, dar nu numai, și nu doar pe un ecran de computer care arăta arta digitală. În opera lui Solakov, de exemplu, se putea interacționa online cu obiecte care se aflau în spațiul expozițional al Centre d'Art Contemporain Genève. În lucrarea lui Heimo Zobernig, se putea muta fizic un perete pentru a dezvălui un spațiu din MAMCO care conține o redare online 3d a aceluiași spațiu.
Apariția platformelor de rețele sociale la mijlocul anilor 2000 a facilitat o schimbare transformatoare în distribuția artei digitale. Primele comunități online au fost organizate în jurul unor „ierarhii de actualitate” , în timp ce platformele de rețele sociale constau în rețele egocentrice, cu „individuul în centrul propriei comunități”. Comunitățile artistice de pe Internet au suferit o tranziție similară la mijlocul anilor 2000, trecând de la Surf Clubs, „grupuri de 15 până la 30 de persoane ai căror membri au contribuit la o conversație vizual-conceptuală prin utilizarea mijloacelor digitale”  și a căror statut de membru era limitat la un grup select de persoane, la platforme de rețele sociale bazate pe imagini, cum ar fi Flickr, care permit accesul oricărei persoane cu o adresă de e-mail. Artiștii digitali folosesc pe scară largă capacitățile de rețea ale platformelor de rețele sociale și sunt rizomatici în organizarea lor, prin faptul că „producția de sens este condiționată din exterior de o rețea de conținut al altor artiști”.

### Post-Internet
Post-Internetul este un descriptor vag  pentru operele de artă care sunt derivate de pe Internet, precum și efectele internetului asupra esteticii, culturii și societății. Este un termen general cu multe asociații și a fost puternic criticat.
Termenul a apărut la mijlocul anilor 2000 și a fost inventat de artistul digital Marisa Olson în 2008 . Discuțiile despre arta digitală de către Marisa Olson, Gene McHugh și Artie Vierkant (cel din urmă apreciat pentru Image Objects, o serie de imprimeuri monocrome de un albastru intens) au adus termenul la cunoștința publicului larg.  Între anii 2000 și 2010, artiștii post-Internet au făcut parte din generația milenialilor care operau pe platforme web precum Tumblr și MySpace sau care lucrau în formate video și post-narative din rețelele sociale, cum ar fi YouTube, Vevo sau meme.
Potrivit unui articol din 2015 din The New Yorker, termenul descrie „practicile artiștilor care... spre deosebire de cele ale generațiilor anterioare, [folosesc] Web-ul doar [ca] un alt mediu, cum ar fi pictura sau sculptura. Operele lor de artă se mișcă fluid între spații, apărând uneori pe un ecran, alteori într-o galerie.”  La începutul anilor 2010, post-Internetul a fost asociat în mod popular cu muzicianul Grimes, artiști vizuali precum Cory Arcangel, Artie Vierkant, Petra Cortrght, Ryan Trecartin și Lizzie Fitch și Kalup Linzy și colectivități de disens de practică socială precum DIS și K. -GAURA. Mișcarea a catapultat o serie de microgenuri și subculturi hibride, cum ar fi bloghouse, bro dubstep, seapunk, electroclash și vaporwave .

## Instrumente
Istoricul de artă Rachel Greene a identificat șase forme de artă digitală care au existat între 1993 și 1996: e-mail, audio, video, grafică, animație și site-uri web . Aceste liste de corespondență au permis o organizare care a fost transferată la întâlniri față în față și care au facilitat conversații mai nuanțate, mai puțin împovărate de comunicări eronate.
De la mijlocul anilor 2000, mulți artiști au folosit motorul de căutare Google și alte servicii pentru inspirație și materiale. Noile servicii Google generează noi posibilități artistice. Începând cu 2008, Jon Rafman a colectat imagini de pe Google Street View pentru proiectul său The Nine Eyes of Google Street View  . Un alt proiect net art în desfășurare este I'm Google de Dina Kelberman, care organizează imagini și videoclipuri de pe Google și YouTube în jurul unei teme într-o formă de grilă care se extinde pe măsură ce este derulat .

## External links
- netartnet.net Arhivat în 19 decembrie 2013, la Wayback Machine. an online-gallery listing and directory of internet art
- > ¿netart or notart? < netart latino database
- „Post-Internet Materialism”. metropolism.com. Arhivat din original la 16 martie 2016. Accesat în 15 martie 2015. An interview with Martijn Hendriks & Katja Novitskova⁠(d)
- "The New Aesthetic and its Politics"
- „Finally, a Semi-Definitive Definition of Post-Internet Art”. Art F City. 14 octombrie 2014.